# Tranvías en Montevideo
Los Tranvías en Montevideo comienzan a instalarse a partir de 1868. Siendo los primeros en crearse en Uruguay.

## Historia
Los inicios de este tipo de transporte, inicialmente mediante tracción de sangre, surgen de la concesión aprobada por el presidente de la República Lorenzo Batlle en 1868. 

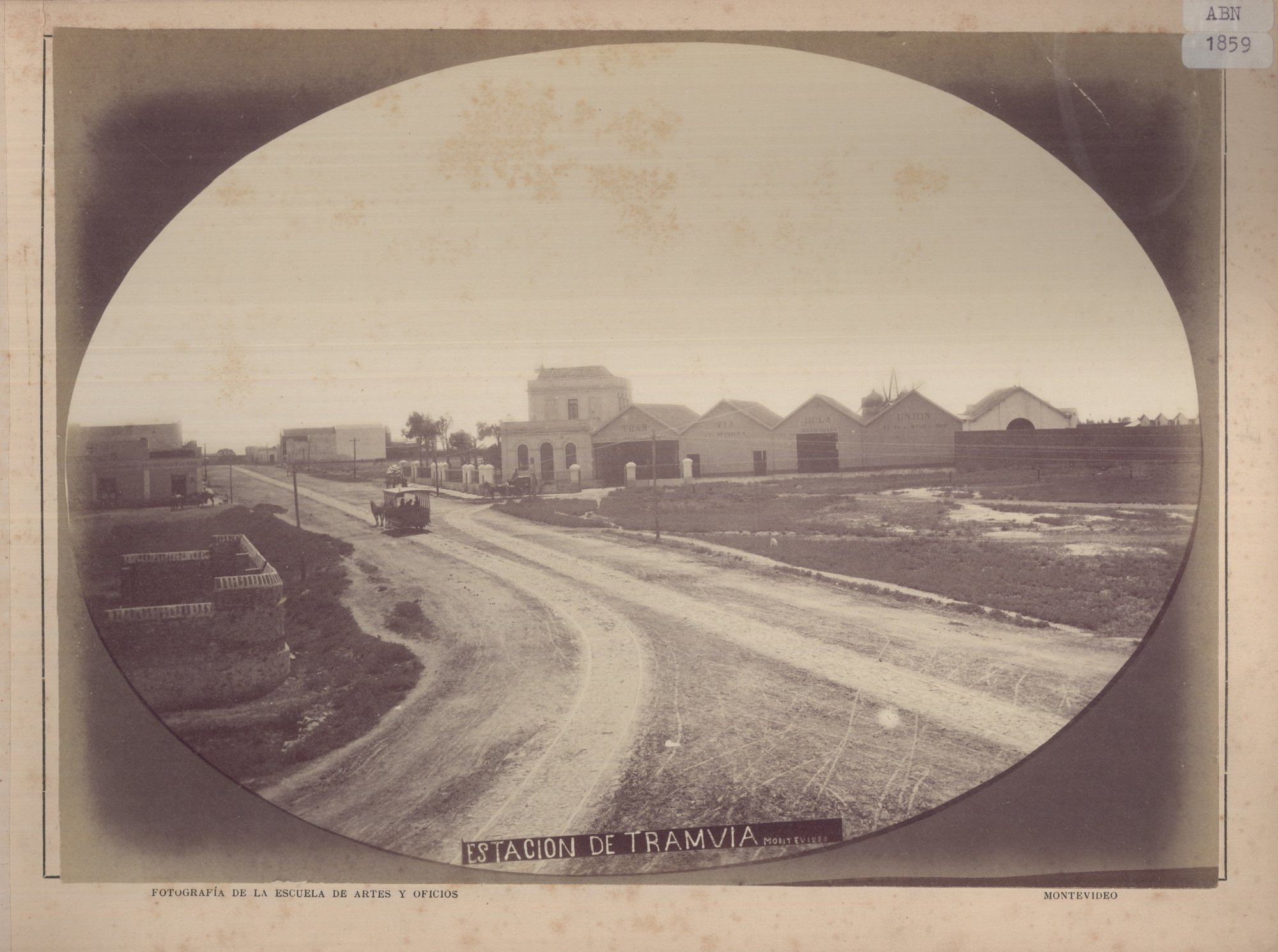
Estación Unión, del Tranvía a la Unión y Maroñas

Estas primitivas líneas fueron la de Villa del Cerro y Paso Molino, y la de la Unión y Maroñas. Esta última, cuyo presidente y tesorero eran Marston García y Juan McColl, se adelantó a la otra y comenzó a tender raíles desde la calle de los Andes por la Avenida 18 de Julio hasta el nacimiento de la Avenida 8 de Octubre, por la zona de Tres Cruces. Los raíles continuaban hasta la plaza de Frutos, en las inmediaciones de la avenida 8 de Octubre y 20 de febrero. Allí se construyeron amplios galpones para guardar los coches, ubicar las caballerizas y talleres, en lo que constituyó la primera estación tranviaria del Uruguay, dicha estación, actualmente es la sede de la hoy Biblioteca Francisco Shinica. 

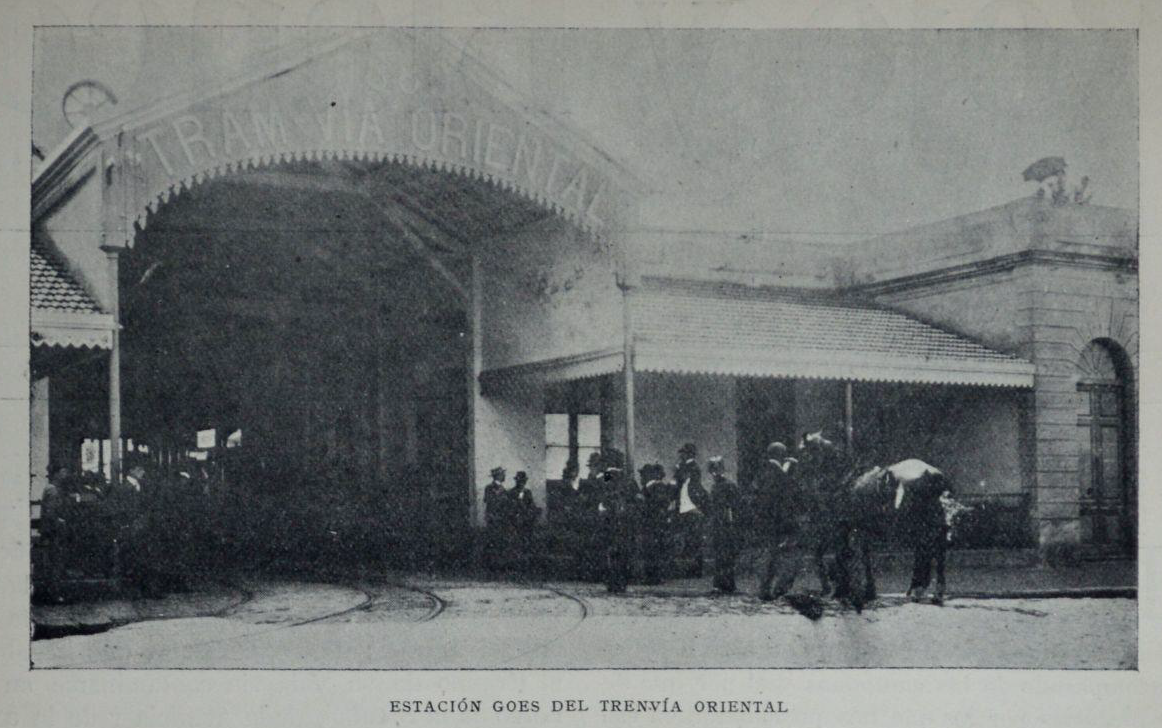
Estación del tranvía oriental en Goes

El servicio regular comenzó el 12 de junio de ese año, con cinco servicios por la mañana y seis de tarde, con cuatro vagones de primera clase, seis de segunda y cinco de carga. La novedad tomó desprevenida a la población, que, según las crónicas de la época, protestó cuando se arrolló a algún peatón durante los primeros días; luego se adoptó el cornetín para avisar de la presencia del tranvía – utilizado hasta el fin de los servicios con caballos, en la década de 1920 –, y para seguridad de los pasajeros se dispuso que un guardia armado viajara en el pescante, junto al mayoral. Era común el refuerzo de tiro (en general una yunta de caballos con un cadenero adelante) que brindaban a los vehículos los cuarteadores, jinetes provistos de fuertes caballos que ayudaban en el pasaje de tramos difíciles, como barriales o subidas.
En 1879 se completó la línea hacia el oeste de Montevideo, precisamente a la Villa del Cerro, por una compañía cuyo gerente fue Esteban Anacleto Elena, fundador del hotel Carrasco. Posteriormente surgirán otras compañías, como el Tranvía Oriental, el Tranvía del Este, el Tranvía Brasileño y el Ferrocarril y Tranvías del Norte, este último encargado del abastecimiento de carne en la ciudad. El sistema a tracción animal tuvo su auge desde 1893 a 1897 cuando llegaron a operar 13 empresas de tranvías en Montevideo. Durante el gobierno de Juan Idiarte Borda (1894 – 1897) se llegó a transportar en un año a 17.000.000 de pasajeros; el personal ocupado llegó a 1.092 trabajadores, con un parque de 511 coches, 3.984 caballos y 14 estaciones.

### Tracción eléctrica

Inauguración de los tranvías a tracción eléctrica

Para fines del siglo XIX, las compañías existentes que operaban a tracción a sangre fueron compradas por dos compañías extranjeras con el fin de iniciar un proceso de electrificación del servicio, estas fueron la Sociedad Comercial de Montevideo y La Transatlántica.

Gran Hotel Pocitos y tranvía de la Sociedad Comericla.

La Comercial, era subsidiaria del consorcio británico Atlas Electric and General Trust, mientras que La Transatlántica, filial de la alemana AEG, ambas se instalaron a mediados de 1896. La primera línea de tranvías eléctricos fue inaugurada por La Comercial el 19 de noviembre de 1906 entre la Aduana y el Gran Hotel Pocitos. La Transatlántica, por su parte, comenzó sus servicios con la línea entre la Aduana y el Paso Molino, el 2 de junio de 1907.

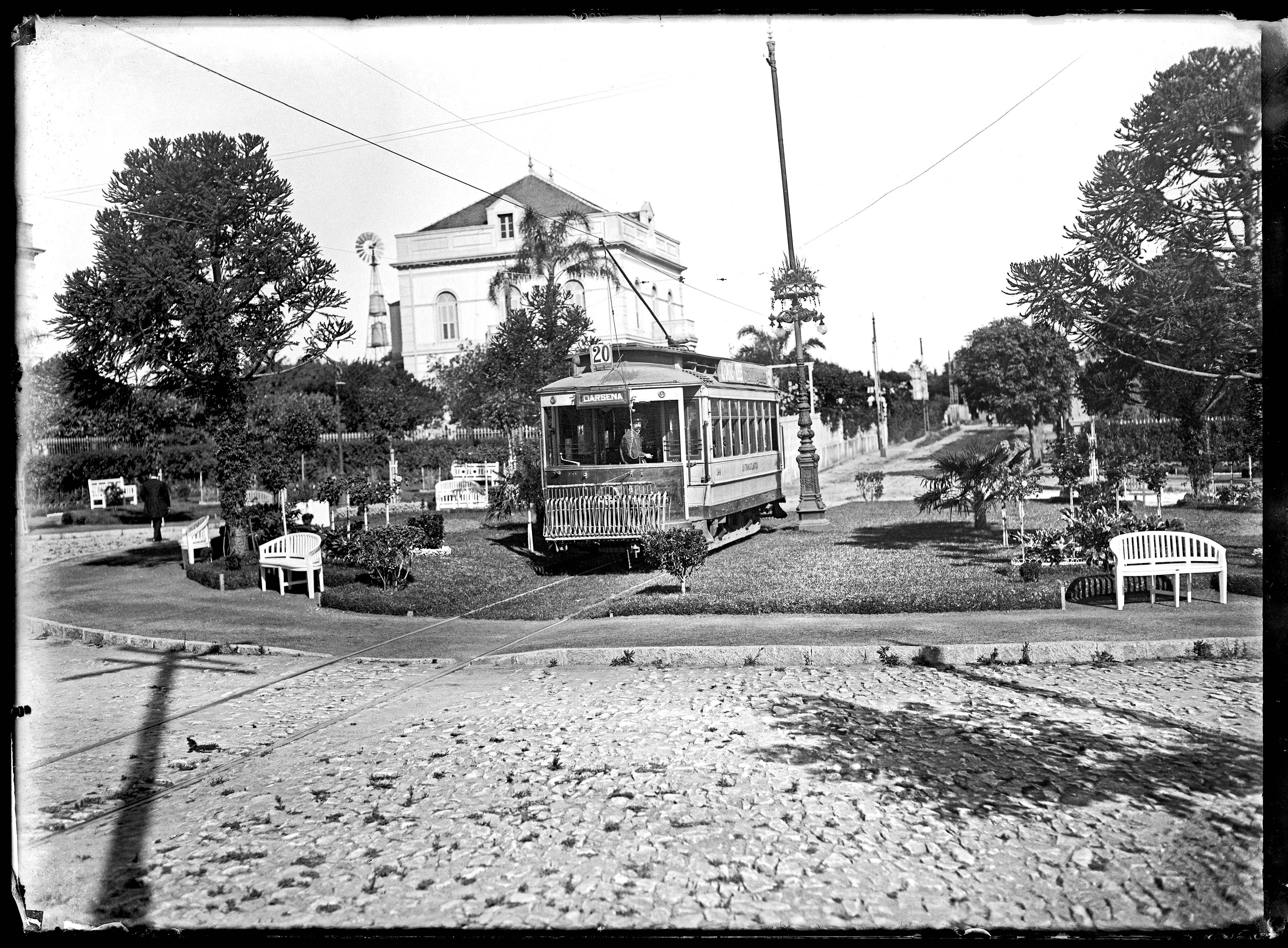
Tranvía de La Transatlántica en el barrio Atahualpa

La mayoría de los coches tenían capacidad para 32 pasajeros en asientos de esterillas, 18 parados y ocho en la plataforma posterior, y tomaban la energía eléctrica a través de un trolley tipo pértiga desde cables elevados. La tracción eléctrica significó un cambio importante en la vida de la ciudad; del trote del caballo se pasó a velocidades de 40 y 60 kilómetros por hora del tranvía eléctrico. En 1910 finalizó la electrificación de las líneas del tranvía. Con la excepción de la del norte, que continuó operando a tracción de sangre.
Finalmente el 31 de diciembre de 1925 deja de operar el último convoy de caballos en Montevideo, que era operado por la Administración de Ferrocarriles y Tranvías del Estado (antiguo Ferrocarril y Tranvía del Norte). Dicho tranvía salió del centro y terminó su recorrido en Agraciada y Zufriateguy, cerrando un ciclo que duró 56 años. Posteriormente en 1926 se electrificaria dicho trazado y se crearía la línea E, única línea de tranvías que tenía una letra. Ese mismo año la Administración de Ferrocarriles y Tranvías del Estado le encargaría a La Transatlántica la operación de dicho servicio. Pero dos años después, en 1928 la Sociedad Comercial adquirió La Transatlántica, y la fusión completa se hizo en 1933. Por lo tanto la línea E, como todas las líneas de La Transatlántica pasarían a ser operadas por la Sociedad Comercial de Montevideo.

## Declive
En 1947, durante la presidencia de Luis Batlle Berres, nieto de Lorenzo Batlle, y en el proceso de nacionalizaciones que vivían Uruguay y otros países de América Latina, fue creada la Administración Municipal de Transportes Colectivos de Montevideo con el fin de tomar a su cargo la operación de los tranvías como parte de pago de la deuda que Gran Bretaña tenía con Uruguay por abastecimientos realizados durante la Segunda Guerra Mundial.
En los años cincuenta, la Administración Municipal de Transporte comenzó a planificar la sustitución progresiva de las 61 líneas de tranvías existentes, dicho proceso dio inicio con la adquisición de autobuses y trolebuses. En  1951 fue inaugurada la primera línea de trolebuses, la línea 62. En abril de 1957, con la llegada del el coche número 159 de la línea E a Belvedere cesaron los servicios de los tranvías eléctricos en Montevideo y en Uruguay.

### Tranvía histórico y turístico de Uruguay
La desaparición de los tranvías de las calles, no sólo fue un fenómeno que ocurrió en Uruguay, si no en el resto del mundo. Aun así, mientras muchos países y ciudades optaban por retirar el tranvía de las calles, la ciudad de Montevideo estaba planificando contar con un circuito histórico de tranvías. En 1967 habiendo pasado algunos años de la supresión de los tranvías en Montevideo, la Asociación Uruguaya de Amigos del Riel, le propone al Gobierno de Montevideo y al directorio de la Administración Municipal de Transporte la idea de contar con una línea histórica de tranvías en la ciudad. Para dicho proyecto, que contaría con el apoyo de las autoridades fue necesaria la restauración de algunos coches tranviarios  que se encontraban en el Parque del Museo Fernando García. De todos estos coches, el elegido para explotar dicho servicio fue el 395, el cual debió restaurarse en los talleres centrales del ente municipal, donde hoy se encuentra el Parque Líber Seregni. Pará el tranvía histórico, también fue necesario contar con una estación, y destino del circuito, destinando a una vieja usina que había pertenecido a las antiguas sociedades tranviarias - y en ese entonces al gobierno municipal - para estación y lugar de resguardo del coche. La usina, ubicada en el barrio Palermo sobre la calle Gonzalo Ramírez debió ponerse en condiciones para resguardar al futuro tranvía. Además fue necesario también la electrificación del futuro recorrido, y buscar las antiguas vías que años anteriores habían  sido tapadas con concreto. Finalmente el 19 de septiembre de ese mismo año, el tranvía histórico de Montevideo comenzó a operar su circuito histórico sobre las calles Gonzalo Ramírez, Isla de Flores, Carlos Gardel, Ejido y Río Branco. Dicho servicio funcionó hasta los años setenta.